# Amara maneei
Amara maneei är en skalbaggsart som beskrevs av Thomas Casey. Amara maneei ingår i släktet Amara och familjen jordlöpare. Inga underarter finns listade i Catalogue of Life.